# Barcelonas spårvägar
Barcelonas spårvägar är ett spårvägssystem i Spanien i staden Barcelona. Det är två skilda nät med tre linjer var som binder samman grannstäderna med Barcelona. Det ena nätet heter Trambaix och binder samman grannkommunerna Esplugues de Llobregat, Cornellá de Llobregat och Sant Joan Despí. Det andra nätet heter Trambesòs och binder samman Barcelona med Sant Adrià de Besòs och Badalona. Planer finns på att bygga ihop de två näten i framtiden.

## Historia
Den första spårvägen i Barcelona öppnade 1872 mellan saluhallen La Boqueria på La Rambla och torget Lesseps i Gràcia, samma sträcka som 50 år senare fick den första tunnelbanelinjen. 1877 togs den första ångspårvagnen i drift. Till en början var spårvagnarna inte väl mottagna bland stadens invånare, det höga antalet olyckor gav spårvagnarna ett dåligt rykte och de olika linjerna fick i folkmun namn som giljotinen och kung Herodes. När staden arrangerade 1888 års världsutställning fanns det 8 olika bolag och 13 linjer över ett 45 km långt nät. 
Den första linjen att elektrifieras var ringlinjen i januari 1899. De följande årtiondet skulle hela nätet komma att elektrifieras och samtidigt fördubblas i storlek till 125 km. 1907 slutade häst och ångspårvagnarna rulla efter att ha ersatts med elektriska spårvagnar. 1911 efter att ha övertagit alla de konkurrerande bolagen blev Les Tramways de Barcelona S.A. stadens enda spårvagnsbolag, ett bolag som till stora delar ägdes av belgare och tyskar. 
Under åren 1905 fram till 1925 hade spårvagnarna sin bästa tillväxtperiod, enbart under åren 1920-1924 köptes 204 nya spårvagnar in. 1925 förstatligades Barcelonas spårvägar och bytte namn till Tranvías de Barcelona. Spårvägsnätet fortsatte växa fram till 1929, när det med sina 57 linjer (drygt 220 km) och 260 miljoner resenärer var ett av Europas största.   
Efter Spanska inbördeskriget och i samband med kommunaliseringen 1956 ersattes linjerna gradvis med bussar, trådbussar och tunnelbanelinjer. Den 18 mars 1971 rullade de sista spårvagnarna innan nätet avvecklades. Mellan 1872 och 1971 startades totalt ett 80-tal olika spårvagnslinjer i Barcelona.
I slutet av 1980-talet började man överväga återinförandet av spårvagnar. 1997 byggs en 600 meter lång testbana längsmed Avinguda Diagonal och efter 2 år av provturer kommer man fram till att spårvagnarna inte hindrar trafiken i övrigt. Ett år senare ges Tramvia Metropolità S.A (ett konsortium bestående av bland andra Alstom) rätten att bygga och driva de spårvagnslinjer som senare blir Trambaix och Trambesòs.
Den 4 april 2004 efter 33 års frånvaro återvände spårvagnarna till Barcelonas kollektivtrafik i form av Trambaix och en månad senare den 8 maj öppnade även Trambesòs.

## Trambaix
Trambaix är spårvägsnätet som är beläget i sydvästra Barcelona samt i Baix Llobregat regionen som gett systemets namn. Nätet utgörs av tre linjer, T1-T3 som alla delar sträckning genom Barcelona. Trambaix är främst en förortsspårvagn som knyter samman Barcelonas tunnelbana med bostadsområden i kommunerna strax bortom dess räckvidd. Totalt har nätet en längd av 15 km och 29 stationer, trafiken sköts med 19 stycken 32 meter långa vagnar av modellen Citadis. Medelhastigheten är drygt 18 km/h och spårvagnarna går i stor utsträckning i eget spårområde med endast ett par kortare sträckor i gatuplan.

Karta över linjenätet.

## Trambesòs
Trambesòs är spårvägsnätet som är beläget i nordöstra Barcelona samt grannkommunerna Sant Adrià de Besòs och Badalona. Namnet kommer av floden Besòs som korsas på två platser. Till skillnad från Trambaix är Trambesòs främst en spårvagn för resor inom Barcelona stad och är i avsaknad av en konkurrerande tunnelbana det snabbaste kollektiva resealternativet längs flera av dess sträckningar. En kortare sträcka på 2 km är byggd som snabbspårväg i tunnel. Trambesòs är totalt 14 km lång fördelat på tre linjer med sammanlagt 27 stationer. Trafiken sköts med 18 stycken vagnar av samma modell som rullar på Trambaix spårvägar.

Karta över linjenätet.

## Tramvia Blau

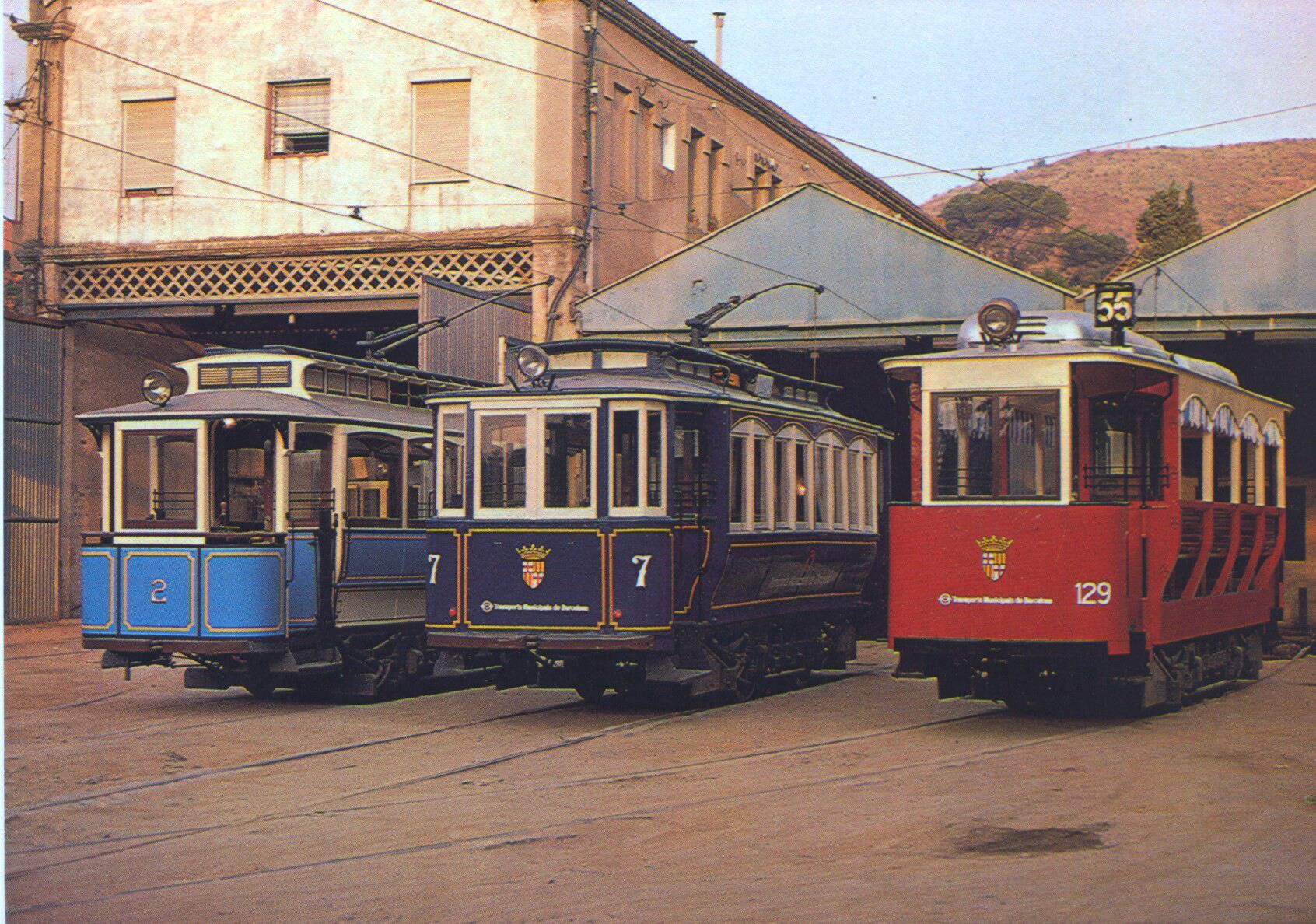
Vagnen till vänster i bild är den kvarvarande av de fyra originalvagnarna från 1901, vagnen i mitten av bilden är en av de fem kvarvarande vagnarna som köptes in 1904.

Tramvía Blau 'Den blå spårvagnen' är Barcelonas veteranspårvagn. Den byggdes år 1901 av aktiebolaget Tibidabo som blidades av farmakologen Salvador Andreu, han hade gjort sig rik på hostmedicin. Han ville bygga ett nöjesfält på toppen av berget Tibidabo men för att kunna ta sig dit krävdes det både en spårvagnslinje och en bergbana. Spårvagnslinjen drogs mellan ändhållplatsen på en av stadens spårvagnslinjer upp till bergbanan som byggdes samtidigt. En sträcka på lite under 1300 meter. Fyra vagnar köptes in av vilka en fortfarande rullar. 1905 förlängdes linjen 3 km upp till samhället Vallvidrera. 6 nya vagnar köptes in och av dessa rullar fortfarande 5. I inledningen av inbördeskriget 1936 drogs linjen till Vallvidrera in.
När stadens alla spårvagnslinjer slogs ihop i ett enda stort nät år 1911 förblev denna linjen i privat ägo och blev därför aldrig integrerad med det övriga nätet vilket är den främsta anledningen till att den fortfarande finns kvar. Från början var alla spårvagnarna grönmålade och det var först 1942 i samband med att en vagn målades om efter en olycka som namnet den blå spårvagnen myntades. 1979 efter att Tibidabo dragit länge med ekonomiska problem tog Barcelonas stadshus över spårvagnslinjen som därefter drivits i stadens regi. Tramvía Blau är trots att den drivs av Barcelonas kollektivtrafik (TMB) inte integrerad med denna utan sköts istället som en enskild turistattraktion och är därför mycket dyrare.

## Spårvägens offer
- Antoni Gaudí (överkörd av en spårvagn)